# Проксима Кентаури

Проксима Кентаури је, после Сунца, најближа звезда Земљи, удаљена 4,25 светлосних година у јужном сазвежђу Кентаур. Овај објекат је открио Роберт Инес 1915. године. То је мала звезда мале масе, сувише слаба да би се видела голим оком, са привидном магнитудом од 11,13. Њено латинско име значи „најближа [звезда] Кентаура”. Проксима Кентаури је члан система Алфа Кентаури, идентификована као компонента Алфа Кентаури C, и налази се 2,18° југозападно од пара Алфа Кентаури AB. Тренутно је удаљена 12.950 AU (0,2 ly) од AB, око којег орбитира са периодом од око 550.000  година.
Проксима Кентаури је црвени патуљак са масом од око 12,5% масе Сунца (M☉) и просечном густином око 33 пута већом од Сунчеве. Због близине Проксиме Кентаури Земљи, њен угаони пречник се може директно измерити. Њен стварни пречник је око једне седмине (14%) пречника Сунца. Иако има веома ниску просечну луминозност, Проксима Кентаури је бљесковита звезда која насумично доживљава драматична повећања сјаја због магнетне активности. магнетно поље звезде ствара се конвекцијом кроз цело звездано тело, а резултујућа активност бљескова генерише укупну емисију X-зрака сличну оној коју производи Сунце. Унутрашње мешање горива конвекцијом кроз језгро и релативно ниска стопа производње енергије Проксиме Кентаури значе да ће она бити звезда главног низа још четири билиона година.
Проксима Кентаури има две познате егзопланете и једну кандидатску егзопланету: Проксима Кентаури b, Проксима Кентаури d и спорну Проксима Кентаури c. Проксима Кентаури b орбитира око звезде на удаљености од отприлике 005 AU (750×106 km) са орбиталним периодом од приближно 11,2 земаљских дана. Њена процењена маса је најмање 1,06 пута већа од Земљине. Проксима b орбитира унутар настањиве зоне Проксиме Кентаури — опсега где су температуре погодне за постојање течне воде на њеној површини — али, пошто је Проксима Кентаури црвени патуљак и бљесковита звезда, настањивост планете је веома неизвесна. Под-Земља, Проксима Кентаури d, удаљена отприлике 0.028 AU (4.200×106 km), орбитира око ње сваких 5,1 дана. Кандидат за под-Нептун, Проксима Кентаури c, удаљен отприлике 15 AU (2.200×106 km) од Проксиме Кентаури, орбитира око ње сваких 1.900 d (5,2 yr).

## Опште карактеристике
Проксима Кентаури је црвени патуљак, јер припада главном низу на Херцшпрунг—Раселовом дијаграму и има спектралну класу М5.5. Класа М5.5 значи да се налази на ниско-масном крају М-типа патуљастих звезда, са нијансом помереном ка црвено-жутој боји због ефективне температуре од ~3,000 K. Њена апсолутна магнитуда, или визуелна магнитуда посматрана са удаљености од 10 parsecs (33 ly), износи 15.5. Укупна луминозност на свим таласним дужинама је само 0,16% Сунчеве, иако када се посматра у таласним дужинама видљиве светлости на које је око најосетљивије, она је само 0,0056% сјајна као Сунце. Више од 85% њене зрачене енергије је у инфрацрвеним таласним дужинама.
Године 2002, оптичка интерферометрија са Веома великим телескопом (VLTI) показала је да је угаони пречник Проксиме Кентаури 1,02±0,08 mas. Пошто је њена удаљеност позната, стварни пречник Проксиме Кентаури може се израчунати и износи око 1/7 Сунчевог пречника, или 1,5 пута више од пречника Јупитера. Маса звезде, процењена на основу теорије звезда, износи 12.2% M☉, или 129 Јупитерових маса (MJ). Маса је израчуната директно, мада са мањом прецизношћу, из посматрања догађаја микросочива и износи 0,150+0,062
−0,051 соларна маса.
Звезде главног низа мање масе имају већу средњу густину од оних веће масе, а Проксима Кентаури није изузетак: има средњу густину од 471×103 kg/m3 (471 g/cm3), у поређењу са средњом густином Сунца од 1.411×103 kg/m3 (1,411×103 g/cm3). Измерена површинска гравитација Проксиме Кентаури, дата као логаритам за основу 10 убрзања у CGS јединицама, износи 5,20. Ово је 162 пута већа површинска гравитација на Земљи.
Студија из 1998. године о фотометријским варијацијама показала је да Проксима Кентаури заврши пуну ротацију једном на сваких 83,5 дана. Накнадна анализа временских серија хромосферских индикатора 2002. године указала је на дужи ротациони период од 116,6±0,7 дана. Каснија посматрања магнетног поља звезде открила су да се звезда ротира са периодом од 89,8±4 дана, што је у складу са мерењем од 92,1+4,2
−3,5 дана из посматрања радијалне брзине; најновија процена од 2025. године је 83,2±1,6 дана. Сматра се да се ротира под инклинацијом од 47°±7° у односу на линију вида.

## Структура и фузија
Због своје мале масе, унутрашњост звезде је потпуно конвективна, што доводи до преноса енергије ка спољашњости физичким кретањем плазме уместо путем радијативних процеса. Ова конвекција значи да се хелијумски пепео који остаје од термонуклеарне фузије водоника не акумулира у језгру већ се циркулише кроз целу звезду. За разлику од Сунца, које ће потрошити само око 10% укупних залиха водоника пре него што напусти главни низ, Проксима Кентаури ће потрошити скоро све своје гориво пре него што се фузија водоника заврши.
Конвекција је повезана са стварањем и постојаношћу магнетног поља. Магнетна енергија из овог поља ослобађа се на површини кроз звездане бљескове који накратко (и до десет секунди) повећавају укупну луминозност звезде. Дана 6. маја 2019. године, догађај бљеска који се граничио са соларном класом M и X бљескова, накратко је постао најсјајнији икада детектован, са емисијом у далекој ултраљубичастој светлости од 2×1030 erg. Ови бљескови могу нарасти до величине саме звезде и достићи температуре измерене и до 27 милиона K—довољно вруће да зраче X-зраке. Мирна X-зрачна луминозност Проксиме Кентаури, приближно (4–16) × 1026 erg/s ((4–16) × 1019 W), отприлике је једнака оној много већег Сунца. Врхунска X-зрачна луминозност највећих бљесака може достићи 1028 erg/s (1021 W).
Хромосфера Проксиме Кентаури је активна, а њен спектар показује јаку емисиону линију једноструко јонизованог магнезијума на таласној дужини од 280 nm. Око 88% површине Проксиме Кентаури може бити активно, што је проценат много већи од оног код Сунца чак и на врхунцу соларног циклуса. Чак и током мирних периода са мало или без бљескова, ова активност повећава температуру короне Проксиме Кентаури на 3,5 милиона K, у поређењу са 2 милиона K Сунчеве короне, док је њена укупна емисија X-зрака упоредива са Сунчевом. Укупан ниво активности Проксиме Кентаури сматра се ниским у поређењу са другим црвеним патуљцима, што је у складу са процењеном старошћу звезде од 4,85 × 109 година, јер се очекује да ниво активности црвеног патуљка постепено опада током милијарди година како се његова стопа ротације смањује. Чини се да ниво активности варира са периодом од отприлике 442 дана, што је краће од Сунчевог соларног циклуса од 11 година.
Проксима Кентаури има релативно слаб звездани ветар, не више од 20% стопе губитка масе соларног ветра. Пошто је звезда много мања од Сунца, губитак масе по јединици површине са Проксиме Кентаури може бити осам пута већи него са површине Сунца.

## Животне фазе
Црвени патуљак масе Проксиме Кентаури остаће на главном низу око четири билиона година. Како се удео хелијума повећава због фузије водоника, звезда ће постати мања и топлија, постепено се претварајући у „плавог патуљка”. При крају овог периода постаће значајно сјајнија, достижући 2,5% Сунчеве луминозности и загревајући било која тела у орбити током периода од неколико милијарди година. Када се водонично гориво исцрпи, Проксима Кентаури ће еволуирати у хелијумског белог патуљка (без проласка кроз фазу црвеног џина) и постепено губити преосталу топлотну енергију.
Систем Алфа Кентаури можда је настао динамичким хватањем звезде мале масе од стране масивнијег бинарног система од 1.5–2 M☉ унутар њиховог уграђеног звезданог јата пре него што се јато распршило. Међутим, потребна су прецизнија мерења радијалне брзине да би се потврдила ова хипотеза. Ако је Проксима Кентаури била везана за систем Алфа Кентаури током свог формирања, звезде вероватно деле исти елементарни састав. Гравитациони утицај Проксиме могао је пореметити протопланетарне дискове Алфа Кентаури. Ово би повећало испоруку испарљивих материја попут воде у суве унутрашње регионе, чиме би се можда обогатиле било које терестричке планете у систему овим материјалом.
Алтернативно, Проксима Кентаури је можда касније ухваћена током сусрета, што је резултирало веома ексцентричном орбитом која је затим стабилизована галактичком плимом и додатним звезданим сусретима. Такав сценарио би могао значити да су планетарни пратиоци Проксиме Кентаури имали много мању шансу за орбиталне поремећаје од стране Алфа Кентаури. Како чланови пара Алфа Кентаури настављају да еволуирају и губе масу, предвиђа се да ће се Проксима Кентаури ослободити из система за око 3,5 милијарди година од данас. Након тога, звезда ће се постепено удаљавати од пара.

## Кретање и локација
На основу паралаксе од 768,0665±0,0499 mas, објављене 2020. године у Gaia Data Release 3, Проксима Кентаури је удаљена 42.465 ly (13.020 pc; 2,6855×109 AU) од Сунца. Претходно објављене паралаксе укључују: 768,5±0,2 mas 2018. године од стране Gaia DR2, 768,13±1,04 mas 2014. године од стране Research Consortium On Nearby Stars; 772,33±2,42 mas, у оригиналном Хипаркос каталогу, 1997. године; 771,64±2,60 mas у новој редукцији Хипаркоса, 2007. године; и 768,77±0,37 mas користећи Хаблове сензоре за фино навођење, 1999. године. Са Земљине тачке гледишта, Проксима Кентаури је одвојена од Алфа Кентаури за 2,18 степени, или четири пута угаони пречник пуног Месеца. Проксима Кентаури има релативно велико сопствено кретање—креће се 3,85 лучних секунди годишње по небу. Има радијалну брзину према Сунцу од 22,2 km/s. Са Проксиме Кентаури, Сунце би изгледало као светла звезда магнитуде 0,4 у сазвежђу Касиопеја, слично Ахернару или Проциону са Земље.
Међу познатим звездама, Проксима Кентаури је била најближа звезда Сунцу око 32.000 година и биће то још око 25.000 година, након чега ће се Алфа Кентаури А и Алфа Кентаури B смењивати приближно сваких 79,91 година као најближа звезда Сунцу. Године 2001, Х. Гарсија-Санчез et al. су предвидели да ће Проксима Кентаури направити најближи прилаз Сунцу за отприлике 26.700 година, долазећи на 311 ly (95 pc). Студија из 2010. године В. В. Бобилева предвидела је најближу удаљеност прилаза од 290 ly (89 pc) за око 27.400 година, након чега је уследила студија Ц. А. Л. Бајлер-Џонса из 2014. године која предвиђа перихелионски прилаз од 307 ly (94 pc) за отприлике 26.710 година. Проксима Кентаури орбитира кроз Млечни пут на удаљености од галактичког центра која варира од 270 to 310 kly (83 to 95 kpc), са орбиталном ексцентричношћу од 0,07.

### Алфа Кентаури
Од свог открића 1915. године, сумњало се да је Проксима Кентаури пратилац бинарног звезданог система Алфа Кентаури. Из тог разлога, понекад се назива Алфа Кентаури C. Подаци са сателита Хипаркос, у комбинацији са земаљским посматрањима, били су у складу са хипотезом да су три звезде гравитационо везан систем. Кервела et al. (2017) користили су високо прецизна мерења радијалне брзине да би са високим степеном поузданости утврдили да су Проксима и Алфа Кентаури гравитационо везане. Орбитални период Проксиме Кентаури око барицентра Алфа Кентаури AB је 547,000+6,600
−4,000 година са ексцентричношћу од 0,5±0,08; она се приближава Алфа Кентаури на 4,300+1,100
−900 АЈ у периастрону и удаљава на 13,000+300
−100 АЈ у апастрону. Тренутно, Проксима Кентаури је удаљена 12.947 ± 260 AU (1,94 ± 0,04 trillion km) од барицентра Алфа Кентаури AB, скоро до најдаље тачке у својој орбити.
Шест појединачних звезда, два бинарна звездана система и један троструки звездани систем деле заједничко кретање кроз свемир са Проксимом Кентаури и системом Алфа Кентаури. (Ко-крећуће звезде укључују HD 4391, γ2 Normae, и Gliese 676.) Свемирске брзине ових звезда су све унутар 10 km/s од пекулијарног кретања Алфа Кентаури. Према томе, оне могу формирати покретну групу звезда, што би указивало на заједничко порекло, као што је у звезданом јату.

## Планетарни систем
Од 2025. године, три планете (две потврђене и једна кандидатска) су детектоване у орбити око Проксиме Кентаури, при чему је једна међу најлакшима икада детектованим методом радијалне брзине („d”), једна близу величине Земље унутар настањиве зоне („b”), и могући гасовити патуљак који орбитира много даље од унутрашње две („c”), иако њен статус остаје споран.
Потраге за егзопланетама око Проксиме Кентаури датирају из касних 1970-их. Током 1990-их, вишеструка мерења радијалне брзине Проксиме Кентаури ограничила су максималну масу коју би детектобилни пратилац могао имати. 
Ниво активности звезде додаје шум мерењима радијалне брзине, што компликује детекцију пратиоца овом методом.
Године 1998, испитивање Проксиме Кентаури помоћу Спектрографа за слабе објекте на Хабл телескопу показало је доказе о пратиоцу који орбитира на удаљености од око 0,5 АЈ.
Накнадна потрага помоћу Широкоугаоне и планетарне камере 2 није успела да лоцира никакве пратиоце. Астрометријска мерења у Међуамеричкој опсерваторији Серо Тололо искључују могућност постојања планете величине Јупитера са орбиталним периодом од 2−12 година.
Године 2017, тим астронома користећи Атакама велики милиметарски низ (ALMA) пријавио је детекцију појаса хладне прашине који орбитира око Проксиме Кентаури на удаљености од 1−4 АЈ од звезде. Ова прашина има температуру од око 40 К и укупну процењену масу од 1% масе планете Земље. Они су провизорно детектовали две додатне карактеристике: хладни појас са температуром од 10 К који орбитира на око 30 АЈ и компактни извор емисије на око 1,2 лучне секунде од звезде. Постојао је наговештај додатног топлог појаса прашине на удаљености од 0,4 АЈ од звезде. Међутим, након даље анализе, утврђено је да су ове емисије највероватније резултат великог бљеска који је звезда емитовала у марту 2017. Присуство прашине унутар радијуса од 4 АЈ од звезде није неопходно за моделирање посматрања.
Ажурирано: 2025., посматрања радијалне брзине су искључила присуство било каквих недетектованих планета са минималном масом већом од 0.15 M🜨 са периодима краћим од 10 дана, 0.3 M🜨 у настањивој зони, 0.6 M🜨 до 100 дана, 1 M🜨 до 1.000 дана, и 4 M🜨 до 10.000 дана.

### Планета b
Проксима Кентаури b, или Алфа Кентаури Cb, орбитира око звезде на удаљености од отприлике 005 AU (750×106 km) са орбиталним периодом од приближно 11.2 земаљских дана. Њена процењена маса је најмање 1.07 пута већа од масе Земље. Штавише, равнотежна температура Проксиме Кентаури b процењује се да је у опсегу где би вода могла постојати као течност на њеној површини; тиме се она смешта унутар настањиве зоне Проксиме Кентаури.
Први наговештаји о егзопланети Проксима Кентаури b пронађени су 2013. године од стране Мика Туомија са Универзитета у Хертфордширу из архивских података посматрања. Да би се потврдило могуће откриће, тим астронома покренуо је пројекат Pale Red Dot
у јануару 2016.
 Дана 24. августа 2016, тим од 31 научника из целог света,
предвођен Гиљемом Англада-Ескудеом са Универзитета Краљица Мери у Лондону, потврдио је постојање Проксиме Кентаури b
кроз рецензирани чланак објављен у часопису Nature.
Мерења су извршена помоћу два спектрографа: HARPS на телескопу ЕСО 3,6 m у опсерваторији Ла Сиља и UVES на телескопу од 8 m у опсерваторији Паранал. Неколико покушаја да се детектује транзит ове планете преко лица Проксиме Кентаури је учињено. Сигнал налик на транзит који се појавио 8. септембра 2016, провизорно је идентификован помоћу телескопа за преглед сјајних звезда (Bright Star Survey Telescope) на станици Џонгшан на Антарктику.
Године 2016, у раду који је помогао да се потврди постојање Проксиме Кентаури b, детектован је други сигнал у опсегу од 60–500 дана. Међутим, због звездане активности и неадекватног узорковања, његова природа остаје нејасна.

### Планета c
Проксима Кентаури c је кандидат за супер-Земљу или гасовити патуљак масе око 7 M🜨 која орбитира на отприлике 15 AU (2,2×109 km) сваких 1.900 d (5,2 yr). Да је Проксима Кентаури b Земља те звезде, Проксима Кентаури c би била еквивалентна Нептуну. Због велике удаљености од Проксиме Кентаури, мало је вероватно да је настањива, са ниском равнотежном температуром од око 39 К. Планету су први пријавили италијански астрофизичар Марио Дамасо и његове колеге у априлу 2019.
Дамасов тим је приметио мања померања Проксиме Кентаури у подацима о радијалној брзини са HARPS инструмента ESO-а, што указује на могућу додатну планету која орбитира око Проксиме Кентаури. Године 2020, постојање планете је потврђено Хабловим астрометријским подацима из око 1995.
Могући директни снимак контрапарта детектован је у инфрацрвеном спектру помоћу SPHERE инструмента, али аутори признају да „нису добили јасну детекцију.” Ако је њихов кандидатски извор заиста Проксима Кентаури c, он је превише светао за планету своје масе и старости, што имплицира да планета можда има прстенасти систем са полупречником од око 5 Шаблон:Jupiter radius. Међутим, Artigau, Cadieux, Cook, Doyon, Vandal, et al. (2022) оспорили су потврду планете методом радијалне брзине. Ажурирано: 2025., докази за Проксиму c остају неубедљиви; посматрања са NIRPS спектрографом нису успела да је потврде, али су пронашли наговештаје сигнала ниже амплитуде са сличним периодом.

### Планета d
Године 2019, тим астронома поново је анализирао податке са ESPRESSO о Проксими Кентаури b како би прецизирао њену масу. Притом је тим пронашао још један скок у радијалној брзини са периодичношћу од 5,15 дана. Проценили су да, ако би то био планетарни пратилац, не би имао мање од 0,29 Земљиних маса. Даља анализа је потврдила постојање сигнала, што је довело до објаве кандидатске планете у фебруару 2022. Проксима d је независно потврђена са NIRPS спектрографом у раду објављеном у јулу 2025.

### Настањивост
Пре открића Проксиме Кентаури b, ТВ документарац Alien Worlds поставио је хипотезу да би планета која подржава живот могла постојати у орбити око Проксиме Кентаури или других црвених патуљака. Таква планета би се налазила унутар настањиве зоне Проксиме Кентаури, на око 0.023 to 0.054 AU (3.400×106 to 8.100×106 km) од звезде, и имала би орбитални период од 3,6–14 дана.
Планета која орбитира унутар ове зоне може доживети плимско закључавање са звездом. Ако би орбитална ексцентричност ове хипотетичке планете била ниска, Проксима Кентаури би се мало кретала на небу планете, а већи део површине би доживљавао или вечити дан или вечиту ноћ. Присуство атмосфере могло би послужити за редистрибуцију топлоте са осветљене стране на даљу страну планете.
Изливи бљескова Проксиме Кентаури могли би еродирати атмосферу било које планете у њеној настањивој зони, али научници из документарца су сматрали да се ова препрека може превазићи. Гибор Басри са Универзитета Калифорније, Беркли тврдио је: „Нико [није] пронашао никакве непремостиве препреке за настањивост.” На пример, једна брига је била да би бујице наелектрисаних честица из бљескова звезде могле скинути атмосферу са било које оближње планете. Ако би планета имала јако магнетно поље, оно би одбијало честице од атмосфере; чак би и спора ротација плимски закључане планете која се једном окрене за сваки пут када орбитира око своје звезде била довољна да генерише магнетно поље, све док део унутрашњости планете остаје истопљен.
Други научници, посебно заговорници хипотезе ретке Земље, не слажу се да црвени патуљци могу одржавати живот. Било која егзопланета у настањивој зони ове звезде вероватно би била плимски закључана, што би резултирало релативно слабим планетарним магнетним моментом, што би довело до јаке атмосферске ерозије од стране короналних избацивања масе из Проксиме Кентаури. У децембру 2020, кандидатски SETI радио-сигнал BLC-1 објављен је као потенцијално пореклом из ове звезде. Касније је утврђено да је сигнал радио-сметња људског порекла.

## Историја посматрања
Године 1915, шкотски астроном Роберт Инес, директор Опсерваторије Јунион у Јоханезбургу, Јужноафричка Република, открио је звезду која је имала исто сопствено кретање као Алфа Кентаури. Предложио је да се назове Проксима Кентаури (заправо Proxima Centaurus). Године 1917, у Краљевској опсерваторији на Рту добре наде, холандски астроном Џоан Вуте измерио је тригонометријску паралаксу звезде на 0,755″±0,028″ и утврдио да је Проксима Кентаури на приближно истој удаљености од Сунца као и Алфа Кентаури. Била је то звезда најниже луминозности позната у то време. Једнако тачно одређивање паралаксе Проксиме Кентаури направио је амерички астроном Харолд Ли Алден 1928, који је потврдио Инесов став да је ближа, са паралаксом од 0,783″±0,005″.
Процену величине Проксиме Кентаури добио је канадски астроном Џон Стенли Пласкет 1925. године помоћу интерферометрије. Резултат је био 207.000 миља (333.000 km), или отприлике 0.24 .
Године 1951, амерички астроном Харлоу Шепли објавио је да је Проксима Кентаури бљесковита звезда. Испитивање прошлих фотографских записа показало је да је звезда показивала мерљиво повећање магнитуде на око 8% слика, што ју је чинило најактивнијом бљесковитом звездом тада познатом.
Близина звезде омогућава детаљно осматрање њене активности бљескова. Године 1980, Ајнштајнова опсерваторија је произвела детаљну криву енергије X-зрака звезданог бљеска на Проксими Кентаури. Даља осматрања активности бљескова вршена су са сателитима EXOSAT и ROSAT, док су емисије X-зрака мањих, сунцу сличних бљескова осматране од стране јапанског ASCA сателита 1995. године. Проксима Кентаури је од тада предмет проучавања већине опсерваторија за X-зраке, укључујући XMM-Newton и Чандру.
Због јужне деклинације Проксиме Кентаури, она се може видети само јужно од ширине 27° N. Црвени патуљци попут Проксиме Кентаури су сувише слаби да би се видели голим оком. Чак и са Алфа Кентаури А или B, Проксима би се видела само као звезда пете магнитуде. Има привидну визуелну магнитуду 11, тако да је за посматрање потребан телескоп са отвором од најмање 8 cm (3,1 in), чак и под идеалним условима гледања—под ведрим, тамним небом са Проксимом Кентаури високо изнад хоризонта. Године 2016, Међународна астрономска унија је организовала Радну групу за имена звезда (WGSN) да каталогизује и стандардизује властита имена за звезде. WGSN је одобрио име Проксима Кентаури за ову звезду 21. августа 2016, и оно је сада укључено у Листу IAU одобрених имена звезда.
Године 2016, са Проксиме Кентаури је посматран супербљесак, најјачи икада виђен. Оптичка светлост се повећала за фактор 68× до приближно магнитуде 6.8. Процењује се да се слични бљескови дешавају око пет пута годишње, али су тако кратког трајања, само неколико минута, да никада раније нису посматрани. Дана 22. и 23. априла 2020, летелица New Horizons снимила је слике две најближе звезде, Проксиме Кентаури и Волф 359. У поређењу са земаљским сликама, лако је био видљив веома велики ефекат паралаксе. Међутим, ово је коришћено само у илустративне сврхе и није побољшало претходна мерења удаљености.

## Будућа истраживања
Због близине звезде Земљи, Проксима Кентаури је предложена као дестинација за прелет у међузвезданим путовањима. Ако се користе ненуклеарне, конвенционалне технологије погона, лет свемирске летелице до Проксиме Кентаури и њених планета вероватно би захтевао хиљаде година. На пример, Војаџер 1, који се сада креће брзином од 17 km/s (38.000 mph) у односу на Сунце, стигао би до Проксиме Кентаури за 73.775 година, под условом да се летелица креће у правцу те звезде и да Проксима мирује. Стварна галактичка орбита Проксиме значи да би споро крећућа сонда имала само неколико десетина хиљада година да ухвати звезду на њеном најближем прилазу, пре него што се удаљи ван домашаја.
Нуклеарни пулсни погон могао би омогућити такво међузвездано путовање са временом путовања од једног века, што је инспирисало неколико студија као што су Пројекат Орион, Пројекат Дедал и Пројекат Longshot. Пројекат Breakthrough Starshot има за циљ да стигне до система Алфа Кентаури у првој половини 21. века, са микросондама које путују брзином од 20% брзине светлости, погоњене са око 100 гигавата земаљских ласера. Сонде би извршиле прелет Проксиме Кентаури око 20 година након лансирања, или би можда ушле у орбиту након око 140 година ако би се користили прелети око Проксиме Кентаури или Алфа Кентаури. Затим би сонде сликале и прикупљале податке о планетама звезда и њиховим атмосферским саставима. Било би потребно 4,25 година да се прикупљене информације пошаљу назад на Земљу.